# بيوي مغروي
بيوي مغروي (الاسم العلمي:Contopus ochraceus) (بالإنجليزية: Ochraceous Pewee)‏ هو نوع من الطيور يتبع جنس البيوي من فصيلة عصافير الملك.